# Biosphärenreservat Schleswig-Holsteinisches Wattenmeer

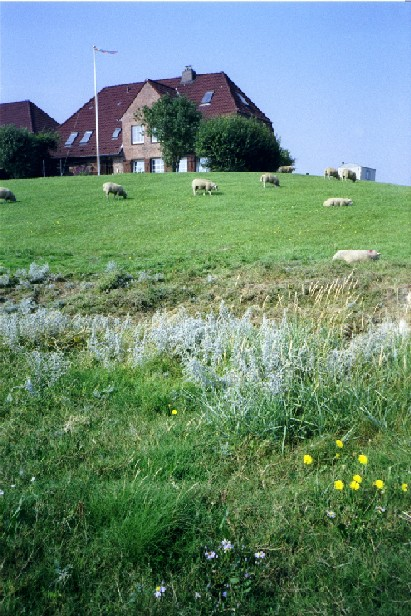
Hallig Nordstrandischmoor

Das Biosphärenreservat Schleswig-Holsteinisches Wattenmeer und Halligen (auch als „Biosphäre Halligen“ bezeichnet) liegt zwischen Elbmündung und dänischer Grenze. Es besteht seit dem Jahr 1990 und entspricht flächenmäßig in etwa (zuzüglich der Halligen) dem Nationalpark Schleswig-Holsteinisches Wattenmeer.
Die Anerkennung als Biosphärenreservat wertete den bereits seit 1985 bestehenden deutschen Nationalpark zusätzlich auf, da er seither gemäß dem UNESCO-Programm „man and biosphere“ unter internationalem Naturschutz steht. Zuständig für die Betreuung und die nationalen Angelegenheiten des Biosphärenreservates ist die Nationalparkverwaltung in Tönning in Zusammenarbeit mit dem Amt Pellworm, wofür die Geschäftsstelle Biosphäre eingerichtet wurde.
Am 3. Februar 2005 wurde das Wattenmeer an der Westküste Schleswig-Holsteins von der UNESCO zum „Biosphärenreservat Schleswig-Holsteinisches Wattenmeer und Halligen“ ernannt. Damit hat sich das seit 1990 bestehende Biosphärenreservat erheblich verändert: Es wurde an die Grenzen des 1999 novellierten und vergrößerten Nationalparks angepasst und um eine sogenannte Entwicklungszone erweitert. 
Insgesamt handelt es sich jetzt um 4.431 Quadratkilometer Biosphäre mit drei Zonen: 
- Die Kernzone des Biosphärenreservates ist 1.570 Quadratkilometer groß und stimmt mit der Zone 1 des Nationalparkes überein, in der die Natur an erster Stelle steht.
- Eine 2.840 Quadratkilometer große Pufferzone, die der Zone 2 des Nationalparkes entspricht, lässt eine eingeschränkte wirtschaftliche Nutzung im Sinne des Nationalparkgesetzes zu.
- Die neu festgelegte Entwicklungszone umfasst die bewohnten Halligen Langeneß, Oland, Gröde, Nordstrandischmoor und Hooge und ist 21 Quadratkilometer groß. Hier wird nachhaltig gewirtschaftet. Die Bewohner der Hallig bezeichnen ihren Lebensraum als „Biosphäre Halligen“ und engagieren sich im Rahmen verschiedener Projekte im Bereich der Nachhaltigkeit.

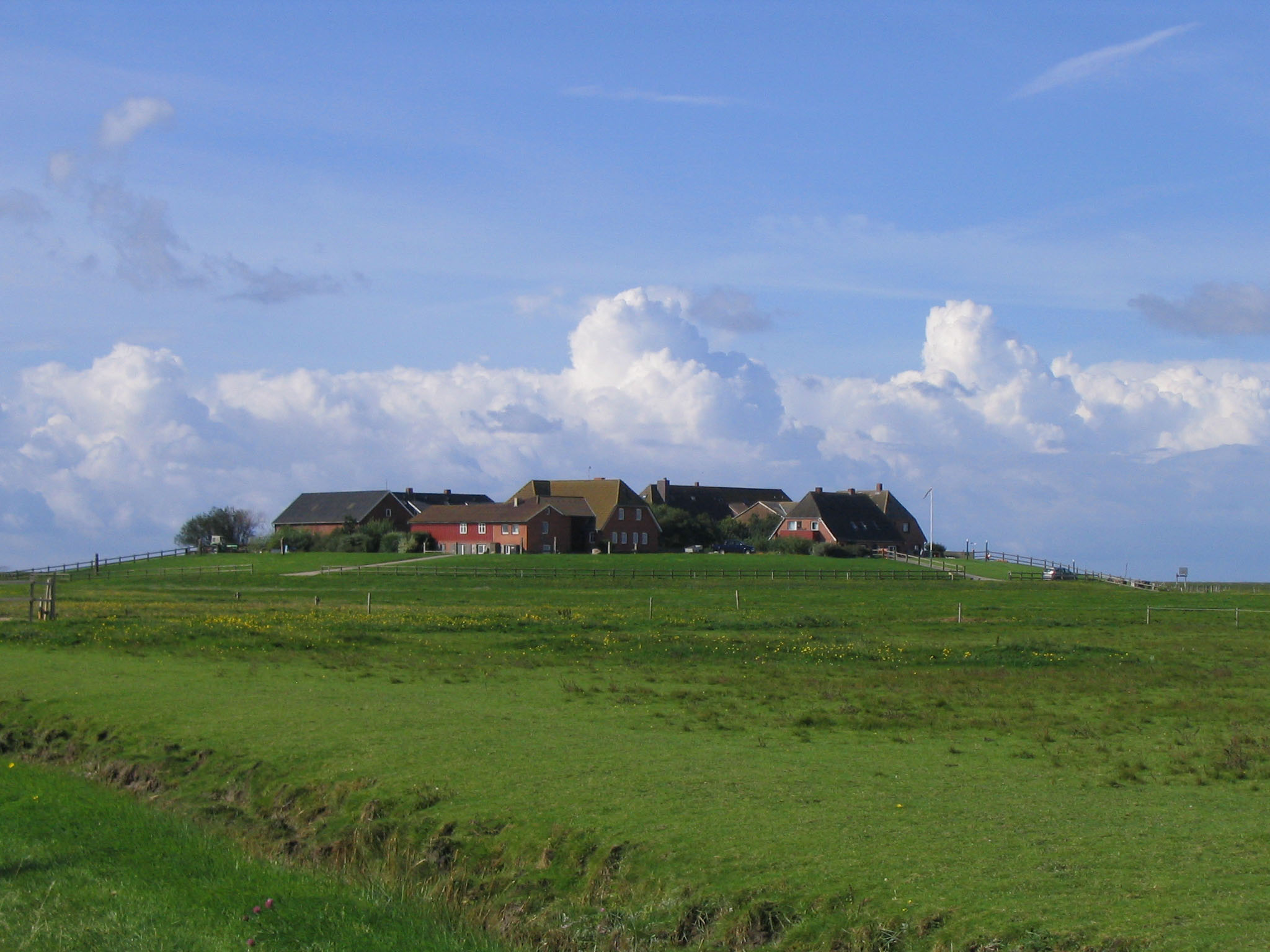
Eine Warft auf der Hallig Hooge